# Mankari

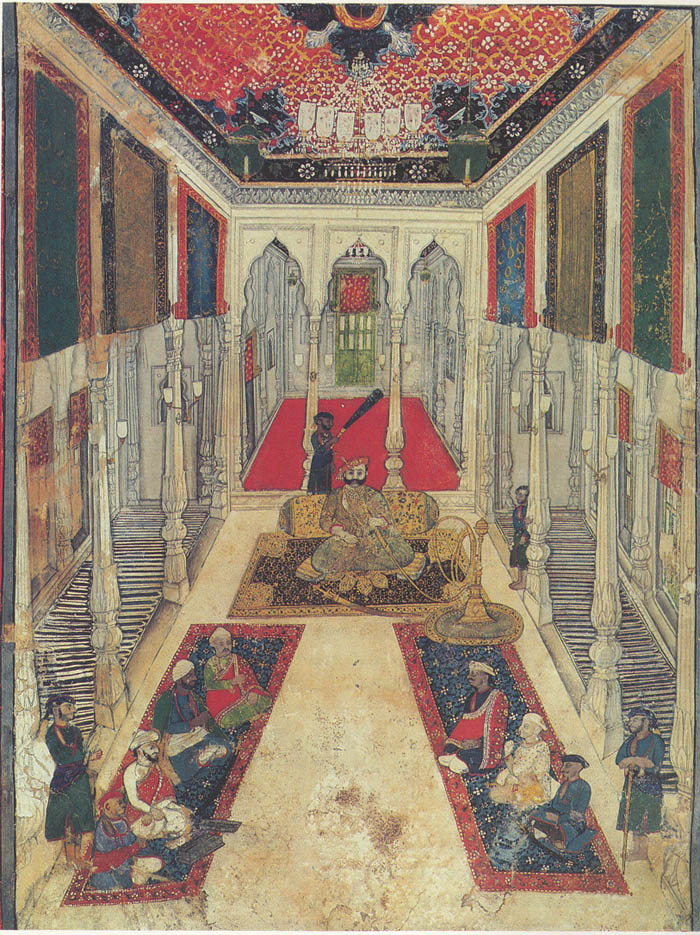
Um Maratha Durbar mostrando o Chefe (Raja) e os nobres (Sardars, Jagirdars, Istamuradars & Mankaris) do estado.

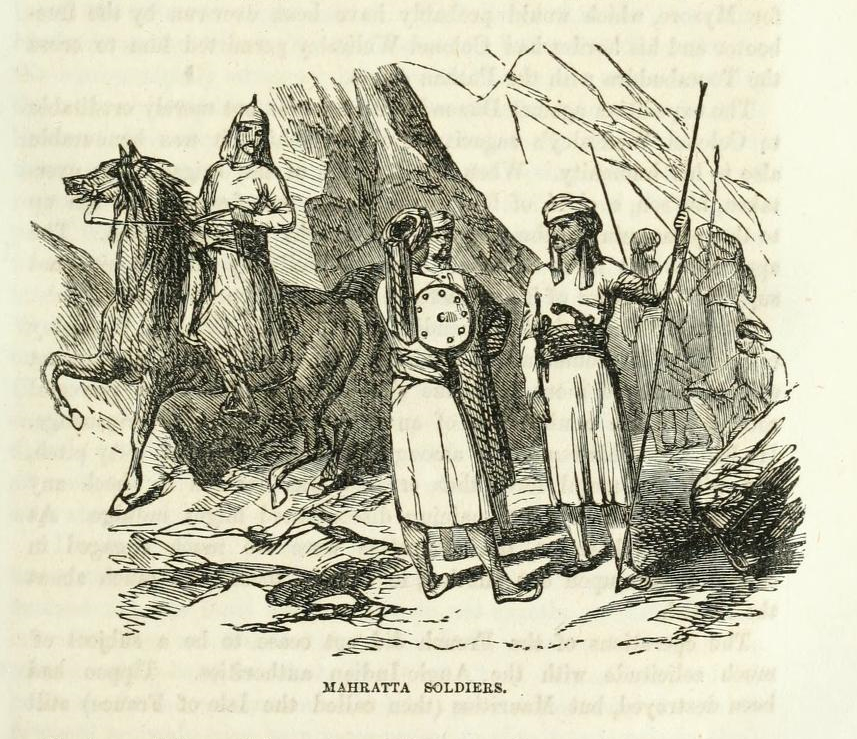
Soldados Maratha

Mankari (Mānkari ou Maankari) é um título hereditário usado por nobres Maratha   e tropas  do subcontinente indiano que detinham concessões de terras e subsídios em dinheiro.  Eles ocupavam uma posição oficial no Darbar (corte) e tinham direito a certas honras cerimoniais e presentes prestados em tribunais, conselhos, casamentos, festivais, assembléias de aldeia, etc. Eram dignos de distinção e a honra que lhes era conferida resultava da importância militar, burocrática ou fiscal deles ou dos seus ilustres antepassados.  
O termo foi amplamente utilizado pela nobreza Maratha, que ocupou cargos importantes em vários estados principescos do Império Maratha .  